# Jules-Ernest de Brunswick-Dannenberg
Jules-Ernest (11 mars 1571 - 26 octobre 1636) est duc de Brunswick-Lunebourg et prince de Dannenberg de 1598 à sa mort.

## Mariage et Descendance
Il est le fils aîné de Henri de Brunswick-Dannenberg et d'Ursule de Saxe-Lauenbourg (de). Il épouse en premières noces Marie de Frise orientale (1582-1616), fille du comte Edzard II de Frise orientale. Ils ont deux enfants :
- Sigismond-Henri (1614-1614) ;
- Marie-Catherine (1616-1665), épouse Adolphe-Frédéric Ier de Mecklembourg-Schwerin.

Il se remarie avec Sibylle (1584-1652), fille du duc Guillaume de Brunswick-Lunebourg. Ils ont deux enfants :
- Auguste (1619)
- Anne-Marie (1622)

Comme Jules-Ernest ne laisse pas de fils, la principauté de Dannenberg est réintégrée au Lunebourg à sa mort.